# Élections législatives de 1967 dans la Sarthe
Les élections législatives françaises de 1967 se déroulent les 5 et 12 mars 1967.  Dans le département de la Sarthe, cinq députés sont à élire dans le cadre de cinq circonscriptions.

## Élus
| Circonscription | Député sortant      | Parti | Parti   | Député élu ou réélu | Parti | Parti      |
| --------------- | ------------------- | ----- | ------- | ------------------- | ----- | ---------- |
| 1re             | Jean-Yves Chapalain |       | UNR-UDT | Jean-Yves Chapalain |       | UD-Ve      |
| 2e              | Robert Manceau      |       | PCF     | Robert Manceau      |       | PCF        |
| 3e              | Albert Fouet        |       | Radsoc  | Albert Fouet        |       | FGDS (CIR) |
| 4e              | Joël Le Theule      |       | UNR-UDT | Joël Le Theule      |       | UD-Ve      |
| 5e              | Michel d'Aillières  |       | CNIP    | Michel d'Aillières  |       | RI         |

## Résultats

### Résultats à l'échelle du département
| Parti          | Parti                                           | Premier tour | Premier tour | Second tour | Second tour | Sièges |
| Parti          | Parti                                           | Voix         | %            | Voix        | %           | Sièges |
| -------------- | ----------------------------------------------- | ------------ | ------------ | ----------- | ----------- | ------ |
|                | Union des démocrates pour la Ve République      | 65 147       | 31,01        | 48 906      | 37,74       | 2      |
|                | Républicains indépendants                       | 21 421       | 10,20        |             |             | 1      |
|                | Union des républicains de progrès               | 86 568       | 41,20        | 48 906      | 37,74       | 3      |
|                |                                                 |              |              |             |             |        |
|                | Convention des institutions républicaines       | 19 712       | 9,38         | 20 981      | 16,19       | 1      |
|                | Section française de l'Internationale ouvrière  | 8 755        | 4,17         | Retrait     | Retrait     | 0      |
|                | Fédération de la gauche démocrate et socialiste | 6 702        | 3,19         |             |             | 0      |
|                | Fédération de la gauche démocrate et socialiste | 35 169       | 16,74        | 20 981      | 16,19       | 1      |
|                |                                                 |              |              |             |             |        |
|                | Parti communiste français                       | 55 366       | 26,35        | 39 394      | 30,40       | 1      |
|                | Progrès et démocratie moderne                   | 22 233       | 10,58        | 20 298      | 15,66       | 0      |
|                | Socialistes indépendants                        | 7 670        | 3,65         | Retrait     | Retrait     | 0      |
|                | Mouvement jeune révolution                      | 3 101        | 1,48         |             |             | 0      |
|                |                                                 |              |              |             |             |        |
| Inscrits       | Inscrits                                        | 264 769      | 100,00       | 166 581     | 100,00      | 5      |
| Abstentions    | Abstentions                                     | 48 840       | 18,45        | 34 116      | 20,48       |        |
| Votants        | Votants                                         | 215 929      | 81,55        | 132 465     | 79,52       |        |
| Blancs et nuls | Blancs et nuls                                  | 5 822        | 2,7          | 2 886       | 2,18        |        |
| Exprimés       | Exprimés                                        | 210 107      | 97,3         | 129 579     | 97,82       |        |

### Résultats par circonscription

#### Première circonscription (Le Mans - Fresnay-sur-Sarthe)
| Candidat              | Candidat                          | Parti          | Premier tour | Premier tour | Second tour | Second tour |  |
| Candidat              | Candidat                          | Parti          | Voix         | %            | Voix        | %           |  |
| --------------------- | --------------------------------- | -------------- | ------------ | ------------ | ----------- | ----------- |  |
|                       | Jean-Yves Chapalain sortant réélu | UD-Ve          | 13 783       | 33,26        | 15 411      | 36,78       |  |
|                       | Jacques Maury                     | CD (PDM)       | 13 767       | 33,22        | 13 738      | 32,79       |  |
|                       | Christian Rouby                   | PCF            | 8 544        | 20,62        | 12 748      | 30,43       |  |
|                       | Michel Pierre                     | FGDS (SFIO)    | 5 347        | 12,9         | Retrait     | Retrait     |  |
|                       |                                   |                |              |              |             |             |  |
| Inscrits              | Inscrits                          | Inscrits       | 52 900       | 100,00       | 52 886      | 100,00      |  |
| Abstentions           | Abstentions                       | Abstentions    | 10 376       | 19,61        | 10 214      | 19,31       |  |
| Votants               | Votants                           | Votants        | 42 524       | 80,39        | 42 672      | 80,69       |  |
| Blancs et nuls        | Blancs et nuls                    | Blancs et nuls | 1 083        | 2,55         | 775         | 1,82        |  |
| Exprimés              | Exprimés                          | Exprimés       | 41 441       | 97,45        | 41 897      | 98,18       |  |
| Source : Data.gouv.fr |                                   |                |              |              |             |             |  |

#### Deuxième circonscription (Le Mans - Saint-Calais)
| Candidat              | Candidat                     | Parti          | Premier tour | Premier tour | Second tour | Second tour |  |
| Candidat              | Candidat                     | Parti          | Voix         | %            | Voix        | %           |  |
| --------------------- | ---------------------------- | -------------- | ------------ | ------------ | ----------- | ----------- |  |
|                       | Robert Manceau sortant réélu | PCF            | 21 523       | 44,92        | 26 646      | 56,15       |  |
|                       | Jacques Chaumont             | UD-Ve          | 15 312       | 31,96        | 20 808      | 43,85       |  |
|                       | Fernand Poignant             | Soc.ind.       | 7 670        | 16,01        | Retrait     | Retrait     |  |
|                       | Robert Collet                | FGDS (SFIO)    | 3 408        | 7,11         |             |             |  |
|                       |                              |                |              |              |             |             |  |
| Inscrits              | Inscrits                     | Inscrits       | 61 351       | 100,00       | 61 325      | 100,00      |  |
| Abstentions           | Abstentions                  | Abstentions    | 12 342       | 20,12        | 12 412      | 20,24       |  |
| Votants               | Votants                      | Votants        | 49 009       | 79,88        | 48 913      | 79,76       |  |
| Blancs et nuls        | Blancs et nuls               | Blancs et nuls | 1 096        | 2,24         | 1 459       | 2,98        |  |
| Exprimés              | Exprimés                     | Exprimés       | 47 913       | 97,76        | 47 454      | 97,02       |  |
| Source : Data.gouv.fr |                              |                |              |              |             |             |  |

#### Troisième circonscription (La Flèche)
| Candidat              | Candidat                   | Parti          | Premier tour | Premier tour | Second tour | Second tour |  |
| Candidat              | Candidat                   | Parti          | Voix         | %            | Voix        | %           |  |
| --------------------- | -------------------------- | -------------- | ------------ | ------------ | ----------- | ----------- |  |
|                       | Albert Fouet sortant réélu | FGDS (CIR)     | 13 787       | 34,14        | 20 981      | 52,16       |  |
|                       | Paul Watine                | UD-Ve          | 10 553       | 26,13        | 12 687      | 31,54       |  |
|                       | Raymond Dronne             | CD (PDM)       | 8 466        | 20,96        | 6 560       | 16,31       |  |
|                       | Henry Lelièvre             | PCF            | 7 577        | 18,76        | Retrait     | Retrait     |  |
|                       |                            |                |              |              |             |             |  |
| Inscrits              | Inscrits                   | Inscrits       | 52 381       | 100,00       | 52 370      | 100,00      |  |
| Abstentions           | Abstentions                | Abstentions    | 10 983       | 20,97        | 11 490      | 21,94       |  |
| Votants               | Votants                    | Votants        | 41 398       | 79,03        | 40 880      | 78,06       |  |
| Blancs et nuls        | Blancs et nuls             | Blancs et nuls | 1 015        | 2,45         | 652         | 1,59        |  |
| Exprimés              | Exprimés                   | Exprimés       | 40 383       | 97,55        | 40 228      | 98,41       |  |
| Source : Data.gouv.fr |                            |                |              |              |             |             |  |

#### Quatrième circonscription (Le Mans - Sablé-sur-Sarthe)
|                       | Joël Le Theule sortant réélu | UD-Ve          | 25 499 | 56,24  |  |  |  |
|                       | Robert Jarry                 | PCF            | 10 818 | 23,86  |  |  |  |
|                       | Marcel Fretier               | FGDS (CIR)     | 5 925  | 13,07  |  |  |  |
|                       | Fernand Bone                 | ARLP           | 3 101  | 6,84   |  |  |  |
|                       |                              |                |        |        |  |  |  |
| Inscrits              | Inscrits                     | Inscrits       | 54 452 | 100,00 |  |  |  |
| Abstentions           | Abstentions                  | Abstentions    | 7 973  | 14,64  |  |  |  |
| Votants               | Votants                      | Votants        | 46 479 | 85,36  |  |  |  |
| Blancs et nuls        | Blancs et nuls               | Blancs et nuls | 1 136  | 2,44   |  |  |  |
| Exprimés              | Exprimés                     | Exprimés       | 45 343 | 97,56  |  |  |  |
| Source : Data.gouv.fr |                              |                |        |        |  |  |  |

#### Cinquième circonscription (Mamers)
|                       | Michel d'Aillières sortant réélu | RI             | 21 421 | 61,16  |  |  |  |
|                       | Roger Massé                      | PCF            | 6 904  | 19,71  |  |  |  |
|                       | Jean Dubois                      | FGDS           | 6 702  | 19,13  |  |  |  |
|                       |                                  |                |        |        |  |  |  |
| Inscrits              | Inscrits                         | Inscrits       | 43 685 | 100,00 |  |  |  |
| Abstentions           | Abstentions                      | Abstentions    | 7 166  | 16,4   |  |  |  |
| Votants               | Votants                          | Votants        | 36 519 | 83,6   |  |  |  |
| Blancs et nuls        | Blancs et nuls                   | Blancs et nuls | 1 492  | 4,09   |  |  |  |
| Exprimés              | Exprimés                         | Exprimés       | 35 027 | 95,91  |  |  |  |
| Source : Data.gouv.fr |                                  |                |        |        |  |  |  |